# Standard Vanguard
La Vanguard è un'autovettura prodotta dalla Standard dal 1947 al 1963.

## Il contesto
Il modello venne annunciato nel gennaio del 1947. Era una vettura completamente nuova e non ereditò nessuna caratteristica dai modelli precedenti. La Vanguard fu il primo modello Standard assemblato dopo la seconda guerra mondiale. Infatti, durante il conflitto, la Standard fu obbligata dal Governo britannico a convertire i propri impianti nella produzione bellica. La Vanguard fu il primo modello ad avere sulla carrozzeria il nuovo logo della Standard, che rappresentava le ali stilizzate di un grifone.
Molti reduci del conflitto erano stati parte della Royal Navy, ed avevano quindi ancora nella mente i nomi delle navi su cui avevano vissuto nei diversi teatri di guerra. La Standard, per attrarre questi potenziali clienti, decise di nominare il modello "Vanguard", che richiamava la nave da battaglia HMS Vanguard. L'ottenimento del permesso dell'uso del nome Vanguard da parte della Standard, richiese una lunga trattativa con la Marina militare britannica.
La linea della Vanguard assomigliava a quella delle Plymouth prebelliche, che erano caratterizzate dalla presenza di una coda che richiamava la parte posteriore di uno scarafaggio. I mezzi di informazione sovietici affermarono invece che la linea della Vanguard era stata influenzata da quella della GAZ-M20 Pobeda, che venne progettata nel 1943 ed entrò in produzione nel 1946. La rivista The Motor scrisse invece che la Pobeda mostrava una certa somiglianza con la Vanguard, dimenticando però che la Pobeda venne lanciata un anno prima della Vanguard.
In Scandinavia la Standard commercializzò la Ten berlina come Vanguard Junior.

## La Vanguard Phase I (1947-1953)
Il modello utilizzava un telaio convenzionale, su cui era montata una carrozzeria aerodinamica di ispirazione statunitense, che assomigliava ai corpi vettura delle Plymouth prebelliche. Le sospensioni anteriori erano indipendenti con molle elicoidali, mentre quelle posteriori erano formate da un assale rigido e da balestre. Erano installate, sia nell'avantreno che nel retrotreno, delle barre antirollio. I freni erano idraulici a tamburo sulle quattro ruote. Per avere più spazio nell'abitacolo, il comando del cambio era montato sul piantone dello sterzo.
Il motore era in linea a quattro cilindri a valvole in testa da 2.088 cm³ di cilindrata. L'alesaggio e la corsa erano, rispettivamente, 85 mm e 92 mm. Montava un solo carburatore Solex. Il rapporto di compressione era di 6,7:1. Questo motore era simile ad un propulsore prodotto dalla Standard per un modello di trattore Ferguson.
Il cambio inizialmente era a tre rapporti sincronizzati in avanti, ed era controllato attraverso ad una leva montata sul piantone dello sterzo. L'overdrive fu disponibile dal 1949.
In linea con la tendenza dell'epoca, gli esemplari inizialmente prodotti vennero quasi totalmente esportati, e solo dal 1950 iniziarono le consegne per il mercato interno. La Vanguard infatti venne progettata con un occhio di riguardo alle esportazione, in particolare in Australia.
Nel 1950 una versione familiare della Vanguard fu aggiunta all'offerta, ma solo per il mercato belga, e degli esemplari cabriolet furono assemblati dalla Imperia. Nel 1952 la carrozzeria venne rivista; ora la linea del cofano era più bassa e il lunotto era più largo. La calandra possedeva una grossa barra cromata orizzontale, che sostituì le fitte barre strette installate in precedenza.
Un esemplare fu provato dalla rivista The Motor nel 1949. Venne registrata una velocità massima di 126,7 km/h ed un'accelerazione da 0 a 97 km/h di 21,5 secondi. Il consumo di carburante fu di 12,3 L/100 km. Il modello utilizzato nel test costava 671 sterline.

## La Vanguard Phase II (1953-1956)
Al salone dell'automobile di Ginevra del marzo del 1953 venne presentata una versione profondamente rivista del modello, la Phase II. La nuova generazione della Vanguard era sostanzialmente una ponton a tre volumi notchback. La capacità del bagagliaio e del vano motore aumentarono del 50% rispetto a quelli della Phase I, e la visibilità fu migliorata grazie ad un ulteriore allargamento del lunotto. I cambiamenti per quanto concerneva la meccanica furono pochi. Tra essi ci fu il passaggio da un frizione a comando con cavo, ad una idraulica. Il rapporto di compressione venne aumentato a 7,2:1. La barra antirollio non fu più installata. Il motore offerto di serie era un quattro cilindri in linea da 2.088 cm³ di cilindrata. Il cambio disponibile era manuale a tre rapporti, con l'overdrive offerto tra gli optional.
Un esemplare con overdrive fu provata dalla rivista The Motor. Venne registrata una velocità massima di 130 km/h ed un'accelerazione da 0 a 97 km/h di 19,9 secondi.
Nel 1954 fu offerto, tra gli optional, un motore Diesel; la Vanguard fu il primo modello britannico ad avere, tra le scelte disponibili, questo tipo di motore. Aveva una cilindrata di 2.092 cm³, ed era in linea a quattro cilindri. Nell'anno citato il telaio fu irrobustito, ma ciò comportò una perdita di prestazioni, dato che aumentò la massa della vettura. La velocità massima, ad esempio, scese a 105 km/h. Come i motori a benzina, anche il propulsore Diesel venne sviluppato per i trattori Ferguson. I propulsori per questi ultimi erano limitati, e sviluppavano una potenza di 25 CV a 2.200 giri al minuto, mentre i motori per le autovetture, che non erano limitati, erogavano 60 CV a 3.800 giri al minuto.
Nel 1954 un esemplare con motore Diesel fu provato dalla rivista The Motor. Venne registrata una velocità massima di 106,5 km/h ed un'accelerazione da 0 a 80 km/h di 31,6 secondi. Il consumo di carburante fu di 7,53 L/100 km. Il modello utilizzato nel test costava 1.099 sterline.

## Le Vanguard Phase III, Sportsman ed Ensign (1955-1958)
La Phase III fu la nuova generazione della Vanguard introdotta nel 1955. Con la nuova serie, fu eliminato il telaio separato. Nel 1956 ci fu la sovrapposizione delle due generazioni, con la Phase II familiare che era ancora in vendita.
Il carburante con numero di ottano 72, che era disponibile durante e dopo la seconda guerra mondiale, cioè negli anni quaranta ed all'inizio degli anni cinquanta, fu sostituito da benzina con più alto numero di ottano e quindi di maggior pregio. Perciò fu possibile aumentare il rapporto di compressione del motore a 7:1. Il motore mantenne la cilindrata di 2.088 cm³. Questo propulsore erogava 68 CV di potenza ed era a quattro cilindri in linea.
Le sospensioni anteriori erano indipendenti con molle elicoidali, ed erano imbullonate ad un sottotelaio che sosteneva anche l'impianto sterzante. Nel retrotreno erano utilizzate delle balestre semiellittiche. I freni erano idraulici a tamburo sia all'avantreno che al retrotreno. Il cambio era a quattro rapporti con leva sul piantone dello sterzo. L'overdrive era offerto come optional. Quest'ultimo era azionato da un interruttore sul cruscotto.
Il corpo vettura era ora più basso. Venne aumentata la superficie vetrata con l'applicazione di un parabrezza e di un lunotto dal design più largo e moderno. Il passo fu aumentato di 203 mm, e ciò diede maggior spazio interno. L'impianto di riscaldamento era ora tra l'equipaggiamento di serie. Sia anteriormente che posteriormente vennero previsti dei sedili a panchina con bracciolo centrale. Il fodero in pelle era offerto come optional.
La vettura era più leggera rispetto ai modelli precedenti, ed il cambio fu aggiornato per migliorare l'economia senza intaccare le prestazioni.
Nel 1956 un esemplare con overdrive fu provato dalla rivista The Motor. Venne registrata una velocità massima di 134,7 km/h ed un'accelerazione da 0 a 97 km/h di 21,7 secondi. Il consumo di carburante fu di 10,9 L/100 km. Il modello utilizzato nel test costava 998 sterline.

### La Vanguard Sportsman
Un modello ad alte prestazioni, che inizialmente si sarebbe dovuto chiamare Triumph Renown, fu annunciato nell'agosto del 1956. Questa versione speciale venne poi denominata Vanguard Sportsman. Possedeva un motore che erogava 90 CV. Molte caratteristiche derivavano dalla Triumph TR3. Ciò includeva un rapporto di compressione di 8:1, dei pistoni speciali e due carburatori della SU. Il rapporto finale fu abbassato a 4,55:1 per fornire al veicolo una migliore accelerazione. Furono potenziati anche i freni, che erano a tamburo. La versione base possedeva dei sedili anteriori a panchina, ma erano disponibili, come optional, i sedili separati.
Di Vanguard Sportsman vennero prodotti solo 901 esemplari.
Nel 1956, un esemplare di Vanguard Sportsman venne provato dalla rivista The Motor. Fu registrata una velocità massima di 146 km/h ed un'accelerazione da 0 a 97 km/h di 19,2 secondi. Il consumo di carburante fu di 11 L/100 km. Il modello utilizzato nel test costava 1.231 sterline.

### La Standard Ensign

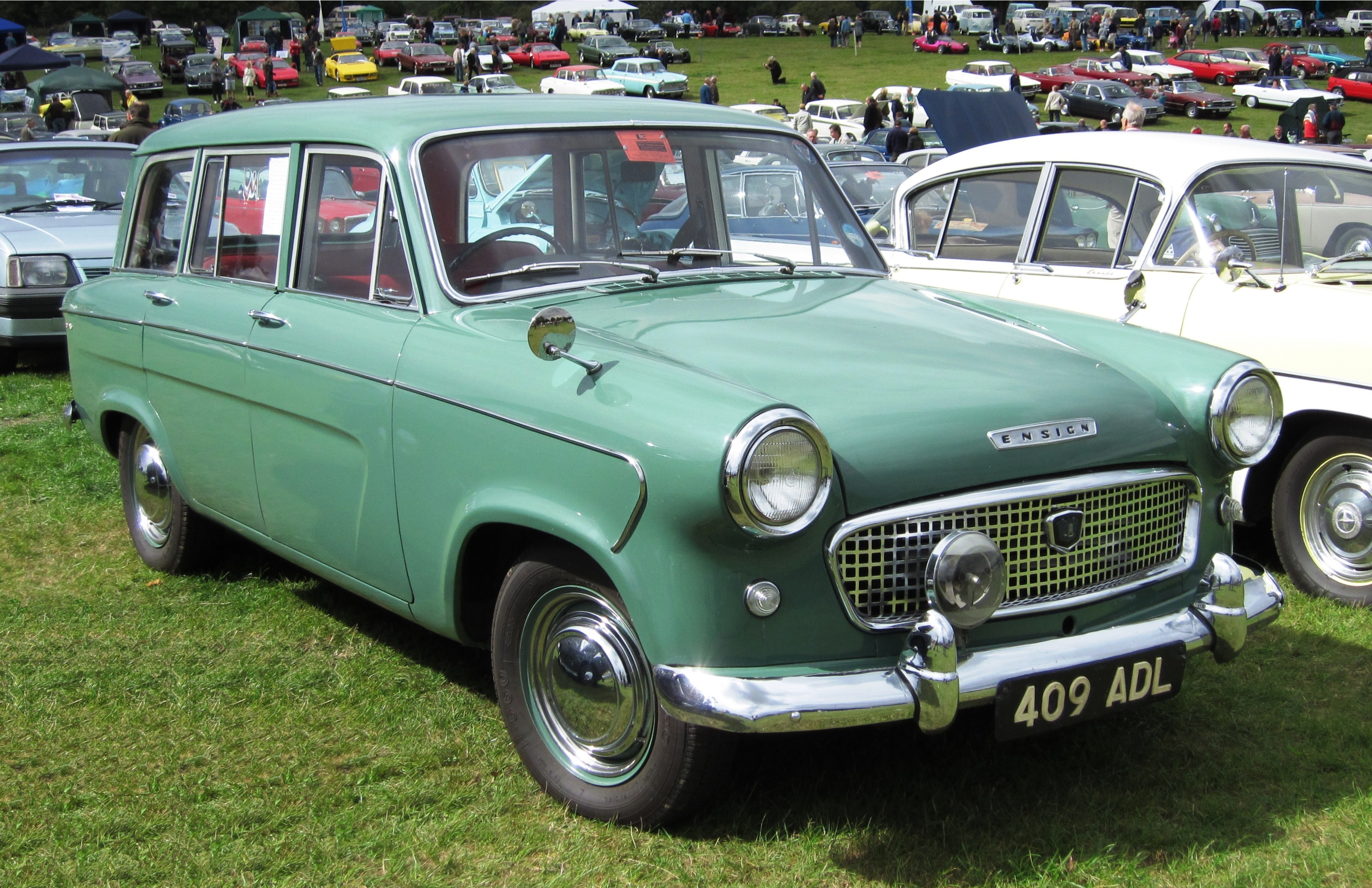
Introdotta nel 1956, la Standard Ensign condivideva il corpo vettura con la Vanguard Phase III, ma possedeva delle specifiche che la rendevano relativamente economica

Nell'ottobre del 1957 venne annunciato un modello che si sarebbe posizionato alla base della gamma offerta dalla Standard, l'Ensign. Esso possedeva un motore a quattro cilindri da 1.670 cm³ di cilindrata. Il corpo vettura derivava da quello montato dalla Vanguard Phase III dopo il restyling realizzato da Giovanni Michelotti. Molti esemplari vennero acquistati dalla RAF. In totale, vennero assemblati 18.852 unità. Dal 1962 al 1963 venne commercializzata una versione di livello superiore che possedeva un motore da 2.138 cm³.
Nel 1958 un esemplare di Ensign con motore da 1.670 cm³ venne provato dalla rivista The Motor. Fu registrata una velocità massima di 124,9 km/h ed un'accelerazione da 0 a 97 km/h di 24,4 secondi. Il consumo di carburante fu di 9,91 L/100 km. Il modello utilizzato nel test costava 899 sterline.
Nel gennaio del 1960 per l'Ensign fu disponibile un motore Diesel a quattro cilindri in linea da 1,6 L di cilindrata, prodotto dalla Perkins.

## Le Vanguard Vanguard Vignale
Una versione rivista della Phase III fu progettata nel 1958 da Giovanni Michelotti per conto di Vignale, e presentata nell'ottobre dello stesso anno. Il parabrezza ed il lunotto vennero ridisegnati, ed i finestrini ricevettero dei nuovi telai in acciaio. Vennero rivisti anche al calandra e gli alloggiamenti dei fanali posteriori. Era montato di serie un cambio a tre rapporti con leva montata sul piantone dello sterzo, mentre era offerta come optional una trasmissione a quattro velocità con leva installata sul pavimento. In entrambi i casi era possibile ordinare, come optional, l'overdrive.
Il modello possedeva dei sedili anteriori e posteriori a panchina. Il fodero era in Vynide, cioè un tipo di tessuto sintetico, oppure, su richiesta, in pelle. Erano offerti di serie l'impianto di riscaldamento ed i lavacristalli elettrici. La radio era disponibile invece come optional. Il motore era in linea a quattro cilindri e possedeva una cilindrata di 2.088 cm³.
Nel 1958 un esemplare di Standard Vignale venne provato dalla rivista The Motor. Fu registrata una velocità massima di 133,3 km/h ed un'accelerazione da 0 a 97 km/h di 20,8 secondi. Il consumo di carburante fu di 10,1 L/100 km. Il modello utilizzato nel test costava 1.147 sterline.

## Le Vanguard Six
L'ultima Vanguard è stata introdotta alla fine del 1960. Possedeva un motore a sei cilindri da 1.991 cm³ di cilindrata, da cui il nome "Six" (che significa "sei" in inglese). Le valvole era in testa. Questo propulsore venne in seguito montato sulla Triumph 2000. Il rapporto di compressione era 8:1, e l'alimentazione era assicurata da due carburatori Solex. La potenza erogata era 80 CV a 4.500 giri al minuto. Esternamente, la Vanguard Six si distingueva dalle Vanguard ordinarie solamente dalla presenza di una scritta che riportava il nome del modello. Gli interni invece erano di fattura superiore. Il cambio era manuale a tre o quattro rapporti. Erano anche disponibili, come optional, il cambio automatico e l'overdrive.
Nel 1960 un esemplare di Standard Vanguard Six venne provato dalla rivista The Motor. Fu registrata una velocità massima di 140,3 km/h ed un'accelerazione da 0 a 97 km/h di 17 secondi. Il consumo di carburante fu di 11,3 L/100 km. Il modello utilizzato nel test costava 1.021 sterline.

## Le versioni pick-up e furgonetta

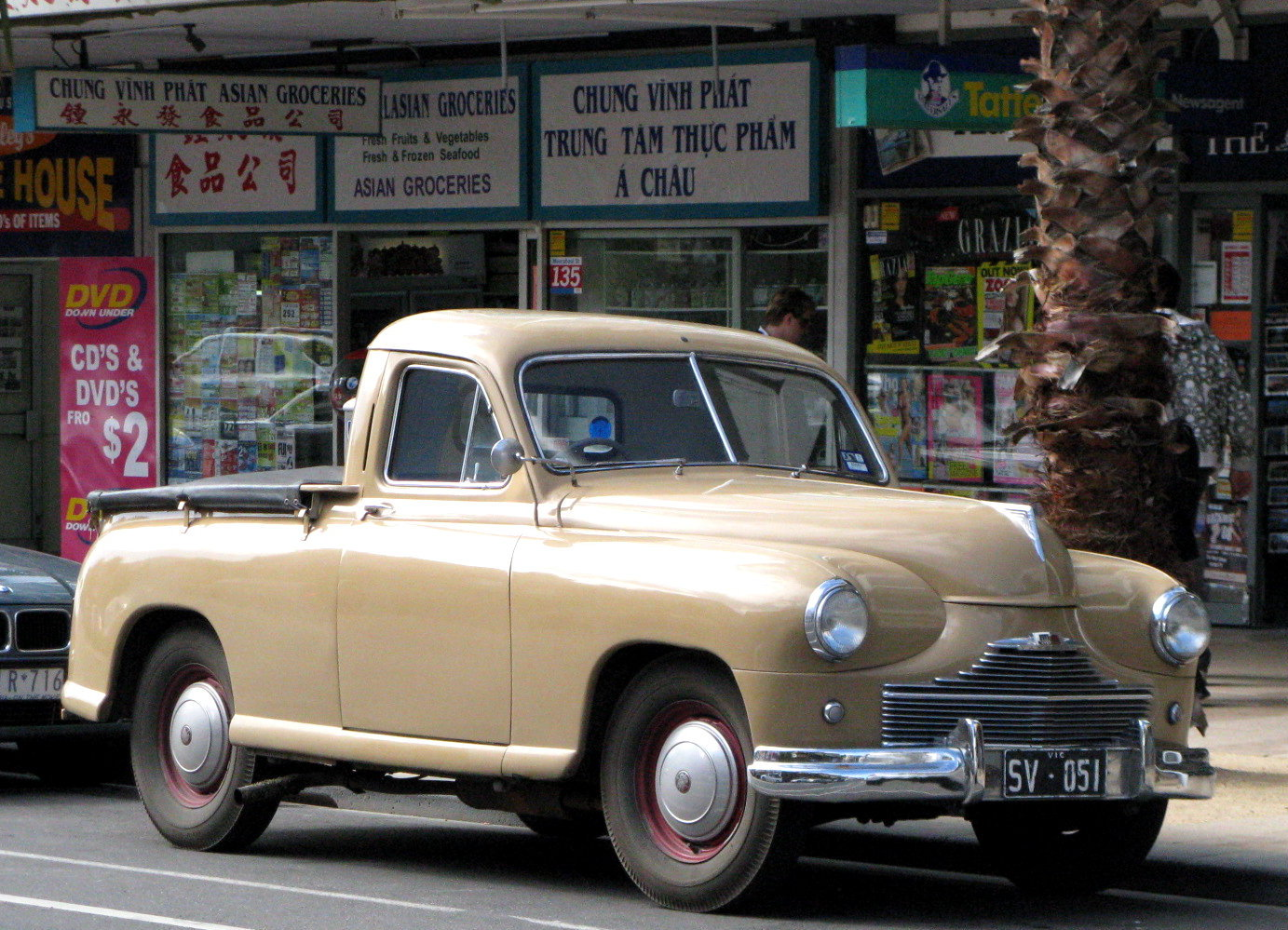
Una Standard Vanguard Phase I versione pick-up

Per il mercato del Regno Unito, della Vanguard, venne realizzata una versione furgonetta due porte. Non ebbe molto successo, e le vendite furono modeste. Fu principalmente ordinata e utilizzata dalla RAF. Le versioni che furono commercializzate appartenevano alle serie Phase I e II.
Nel 1950, in Australia, venne lanciata una versione, della Phase I, pick-up due porte. Essa aveva installato lo stesso motore della versione berlina, vale a dire un propulsore in linea a quattro cilindri e valvole in testa, avente una cilindrata di 2.088 cm³. Questa versione fu prodotta fino al 1964.

## La fine della produzione
Sia la Vanguard che la Ensign vennero rimpiazzate nel 1963 dalla Triumph 2000. Con la fine della produzione dei modelli, che furono gli ultimi prodotti dalla casa automobilistica di Coventry, il nome della Standard scomparve dal mercato britannico dopo 60 anni di attività.